# Kościół Narodzenia Najświętszej Maryi Panny w Wąsoszu
Kościół Narodzenia Najświętszej Maryi Panny – rzymskokatolicki kościół pomocniczy należący do parafii Przemienienia Pańskiego w Wąsoszu. Kościół jest nazywany przez parafian „klasztorkiem”. 

## Historia
Jest to świątynia wzniesiona po 1605 roku dla zakonu karmelitów trzewiczkowych dzięki staraniom Andrzeja Rogali. W 1864 roku zakonnicy zostali usunięci przez rząd carski. W latach 1984–1994 dzięki staraniom księdza proboszcza. Stanisława Jaworowskiego dokonano kościół został gruntownie wyremontowany, z kolei w latach 1995-2000 dzięki staraniom księdza proboszcza Jana Wnorowskiego wnętrze budowli otrzymało wyposażenie. Świątynia posiada cudowny obraz Matki Boskiej Wąsoskiej powstały w XVI wieku, czczony przez wiernych.

## Architektura
Budowla reprezentuje styl barokowy i posiada prezbiterium zwrócone w stronę północną. Ze względu na swój kształt jest ona zaliczana do kościołów salowych, które mają jedną nawę, są podłużne, mają prezbiterium i nawę o identycznej wysokości i szerokości, nakryte wspólnym sklepieniem. Wysokość od posadzki do sklepienia świątyni to 8,1 metrów przy wymiarach poziomych świątyni 28 metrów na 9 metrów.